# نادية سمير
نادية سمير (بالفرنسية: Nadia Samir)، اسمها الحقيقي فاطمة زودمي (بالفرنسية: Fatma Zodmi)، هي ممثلة فرنسية جزائرية، ولدت في الشلف، بالجزائر في 12 أبريل 1947.

## المسيرة
تدربت نادية سمير مع جورج موستاكي. ثم كان لها سلسلة من الأدوار السينمائية الصغيرة، أمام كلا من آلان ديلون وميشلين بريسلي وسيمون سينوري.
أصبحت نادية سمير مقدمة برامج على تي أف 1 من 1985 إلى 1992. كانت أول مذيعة من أصل جزائري تظهر على قناة تي أف 1 في الثمانينيات، ثم عادت للسينما والمسرح. شاركت في العديد من الأفلام لكلا من جان كلود روي،  عكاشة تويتة، كلود ليلوش، موسى مزراحي.

### الحياة الخاصة
أنجبت طفلة اسمها روكسان في 1984. توفيت بباريس، في الثاني من مايو 2011 جراء إصابتها بالسرطان

## أعمال مختارة

### السينما
- 1977: ليلى واخوتها لسيد علي مزيف، الذي يتناول قضايا المرأة في الجزائر.[2]
- 1994: باب الواد سيتي لمرزاق علواش
- 2007: كارتوش فولواز لمهدي شرف

## روابط خارجية
- نادية سمير على موقع قاعدة بيانات الأفلام على الإنترنت
- نادية سمير على موقع أفريكولتوريس
- نادية سمير على موقع ديلي موشن